# Wohn- und Wirtschaftsgebäude Nüstedt 1b
Das Wohn- und Wirtschaftsgebäude Nüstedt 1b in Bassum-Hollwedel, 6 km nördlich vom Kernort Bassum entfernt, wurde im 19. Jahrhundert gebaut. Es wird heute als Wohnhaus genutzt.
Das Gebäude ist ein Baudenkmal in Bassum.

## Geschichte
Das giebelständige baumumstandene kleinere Hallenhaus in Fachwerk mit Steinausfachungen, reetgedecktem Krüppelwalmdach und Uhlenloch wurde 1863 gebaut.
Zum Anwesen gehört ein weiteres Nebengebäude.